# Parafia Kościoła Katolickiego Mariawitów w Grzmiącej
Parafia Przenajświętszego Sakramentu w Grzmiącej – mariawicka parafia kustodii płockiej, Kościoła Katolickiego Mariawitów w RP.
Siedziba parafii znajduje się w Grzmiącej, w gminie Brzeziny, powiecie brzezińskim, województwie łódzkim. Parafia korzysta z cmentarza wyznaniowego w Grzmiącej, wspólnie z parafią Kościoła Starokatolickiego Mariawitów. Parafia skupia około 200 osób – wyznawców mariawityzmu felicjanowskiego z Grzmiącej i okolic. Utrzymuje kontakt z diasporą zamieszkującą Brzeziny i Jaroszki.
W powiecie brzezińskim działają jeszcze 3 inne parafie Kościoła Katolickiego Mariawitów – w Dąbrówce Małej, Poćwiardówce i Woli Cyrusowej.

## Historia
Historia parafii mariawickiej wiąże się z osobą kapłana Augustyna Gostyńskiego, który będąc wikariuszem parafii rzymskokatolickiej w Brzezinach związał się ze Zgromadzeniem Kapłanów Mariawitów. Po ogłoszeniu klątwy papieskiej potępiającej mariawitów (1906), ojciec Augustyn musiał opuścić kościół w Brzezinach. Duża liczba wiernych i bliskość miasta Brzeziny spowodowały, że wybór lokalizacji padł na wieś – Grzmiącą. Kościół wzniesiono w latach 1908–1911 (budowę prowadził kapłan Kazimierz Kaczyński). Nowo wybudowany kościół został poświęcony przez ówczesnego ordynariusza diecezji łódzko-śląskiej biskupa Leona Marię Andrzeja Gołębiowskiego. Świątynia w Grzmiącej stała się filią parafii Niesułków–Lipka. Od 1907 do 1935 proboszczem parafii był kapłan Maria Augustyn. W 1935 parafia podzieliła się na dwa nurty: płocki i felicjanowski.
Od 1971 do 2020 proboszczem parafii była siostra Kazimiera Maria Alma Białkowska (1943–2020).

## Nabożeństwa
- Msze Święte w kaplicy odprawiane są w każdą niedzielę i święto o godzinie 10.00
- Adoracja miesięczna przypada na 29. dzień każdego miesiąca (oraz w ostatni dzień lutego)[2]
- Uroczystość parafialna Przenajświętszego Sakramentu przypada na najbliższą niedzielę od uroczystości Bożego Ciała